# كيك-آس
كيك-آس (بالإنجليزية: Kick-Ass)‏ هو فيلم بطل خارق وحركة وكوميديا أمريكي-بريطاني صدر في 2010، مستوحى عن القصة المصورة التي تحمل نفس الاسم من تأليف مارك ميلار وجون روميتا جونيور. الفيلم من إخراج ماثيو فون الذي كتب السيناريو مع جين غولدمان. الفيلم من بطولة آرون جونسن و‌كلوي موريتز و‌نيكولاس كيج و‌كريستوفر مينتز-بلاز و‌مارك سترونج. صدر الفيلم في الولايات المتحدة في 25 مارس، 2010.
الفيلم يروي قصة مراهق يقرر أن يصبح بطل خارق، ثم لاحقاً يعلق في حرب ضد تاجر مخدرات كبير. عند صدوره، نال كيك-آس استحسان النقاد والجمهور على حد سواء. الفيلم أصبح له قاعدة جماهيرية قوية منذ صوره على دي في دي و‌بلو راي. جزء ثاني للفيلم يدعى كيك-آس 2 من كتابة وإخراج جيف وادلو، صدر في أغسطس 2013.
كيك-آس كان ثاني أكثر الأفلام قرصنة في 2010 بعد أفاتار؛ وفقا لاحصاءات موقع TorrentFreak، حيث تم تحميله 11.4 مليون مرة.

## طاقم التمثيل
- نيكولاس كيج
- آرون جونسن
- كريستوفر مينتز-بلاز
- كلوي موريتز
- مارك سترونج

## القصة
بطل المدرسة الثانوية الشهير كيك أس، الذي يرتدي زيًا خاصًا لمكافحة الجريمة، ينضم إلى مجموعة من المواطنين العاديين الذين ألهمهم هو نفسه لمحاربة الشر في ملابس تنكرية. لكن هناك عملية انتقامية تحاك ضد كيك أس، من الممكن أن تهدد حياة كل من يعرفهم ويخاف عليهم.

## الاستقبال النقدي
الفيلم حاصل على نسبة 77% على موقع الطماطم الفاسدة بناءً 243 مراجعة. كان الإجماع النقدي للموقع: «ليس لضعاف القلوب، كيك-آس يأخذ اقتباسات القصص المصورة إلى مراحل جديدة من النمط المرئي والعنف الدموي والألفاظ النابية المرحة.» على metacritic حاصل على متوسط تقييم 66% بناءً على 38 مراجعة.

## وصلات خارجية
- الموقع الرسمي
- كيك-آس على موقع IMDb (الإنجليزية)
- كيك-آس على موقع ميتاكريتيك (الإنجليزية)
- كيك-آس على موقع روتن توميتوز (الإنجليزية)
- كيك-آس على موقع نتفليكس (الإنجليزية)
- كيك-آس على موقع قاعدة بيانات الأفلام العربية
- كيك-آس على موقع ألو سيني (الفرنسية)
- كيك-آس على موقع Turner Classic Movies (الإنجليزية)
- كيك-آس على موقع أول موفي (الإنجليزية)
- كيك-آس على موقع بوكس أوفيس موجو (الإنجليزية)
- كيك-آس على موقع فيلمافينيتي (الإسبانية)